# Solange de Souza
Solange de Souza, född 5 februari 1969, är en friidrottare från Brasilien. Hon deltog vid olympiska sommarspelen 1996.